# ニクソンの政敵リスト

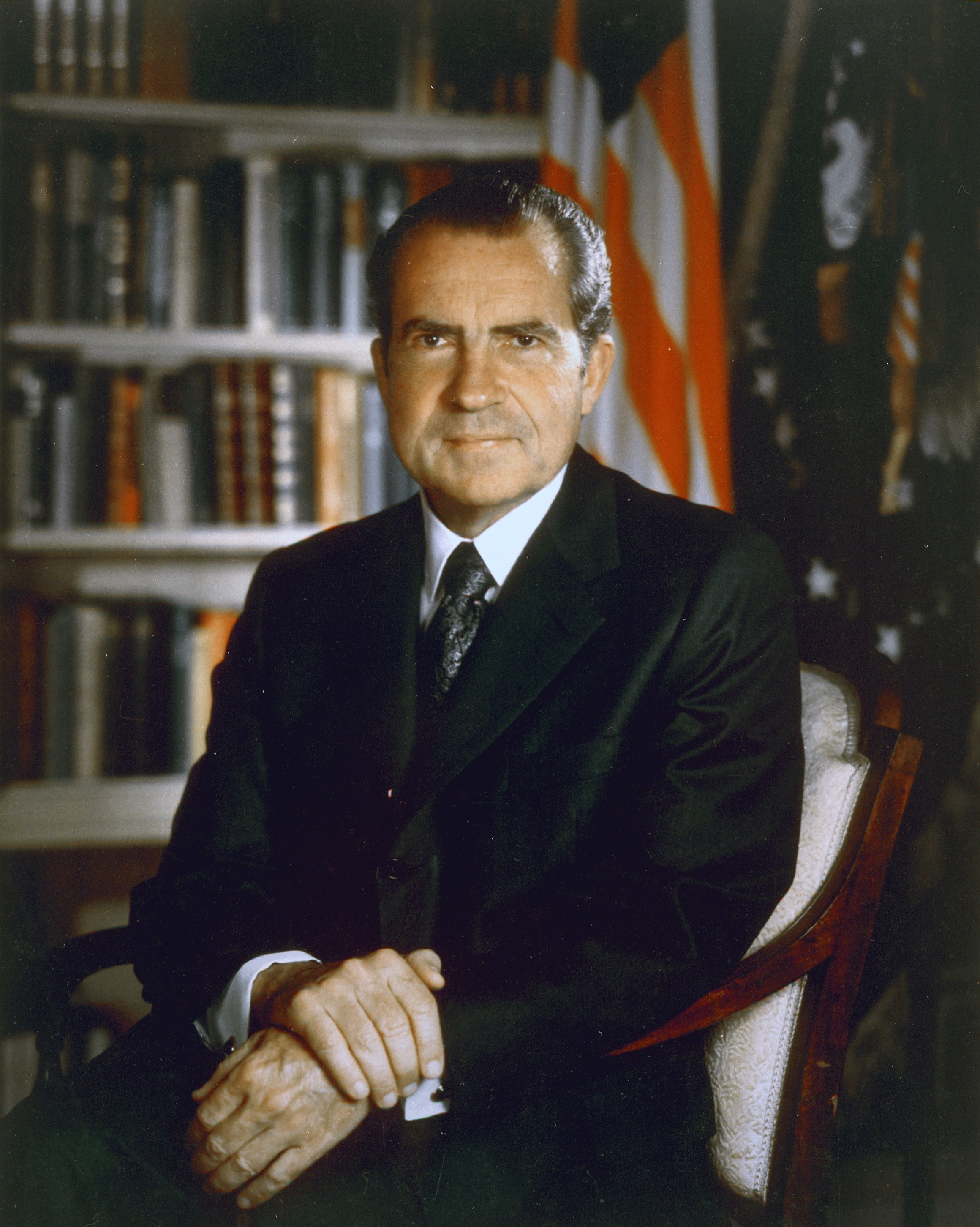
リチャード・ニクソン大統領の公式写真、1971年撮影。

「ニクソンの政敵リスト」（ニクソンのせいてきリスト、英語: Nixon's Enemies List）は、アメリカ合衆国大統領だったリチャード・ニクソンのおもだった政治的敵対者の氏名を列挙したリストの通称で、大統領上級顧問だったチャールズ・コルソンが編集し、その助手だったジョージ・T・ベルが作成したとされ、1971年9月9日に覚書としてジョン・ディーンへ送られた。このリストは、正式には「敵対者リスト (Opponents List)」、「政敵リスト・プロジェクト (Political Enemies Project)」と称されていた取組の一環であった。
このリストは、1973年6月27日に、ディーンが上院ウォーターゲート特別委員会における証言で、大統領が好まない人物の名を連ねたリストが存在すると言及したことで明るみに出た。ジャーナリストのダニエル・ショールは、その日のうちにこのリストをなんとか入手したが、そこには自分の名も載っていた。
より多くの名を載せた第二のリストは、1973年12月20日の上下院合同内国歳入税務委員会 (the Congressional Joint Committee on Internal Revenue Taxation) の聴聞において、ディーンによって明らかにされた。

## 目的

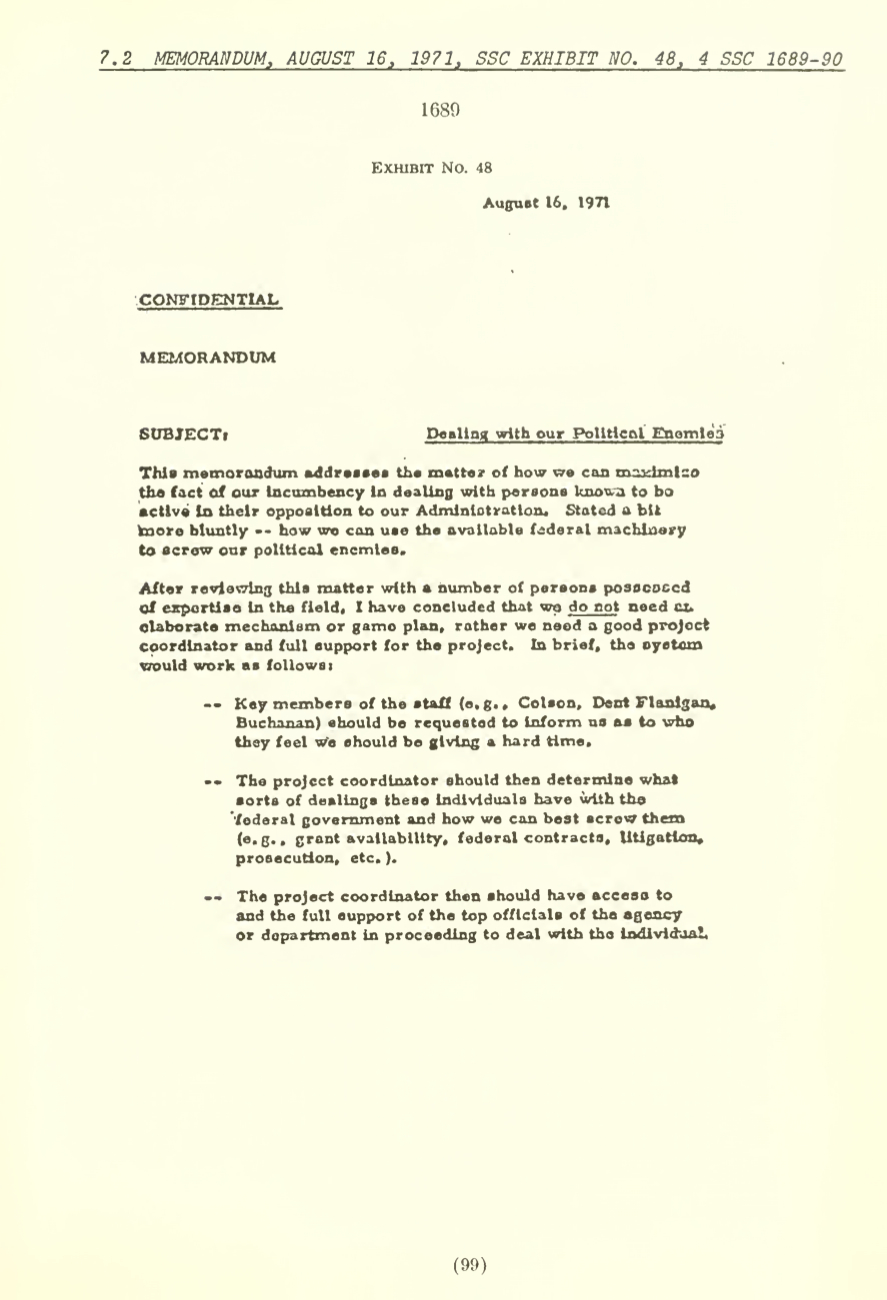
ジョン・ディーンによる添状、1971年8月16日付。

このリストの公的な目的は、大統領法律顧問事務局 (White House Counsel's Office) によれば、ニクソンの政敵たちを、内国歳入庁の税務調査を用いて「締め上げ (screw)」、「補助金、連邦政府との契約、訴訟、刑事訴追、等々 (grant availability, federal contracts, litigation, prosecution, etc.)」によって操作しようとするものであった。1971年8月16日付の、ジョン・ディーンからローレンス・ヒグビーに宛てられた覚書の中で、ディーンはこのリストの目的について次のように述べている。
この覚書は、我が政権に敵対する活動で知られる人物たちへの対処において、我々が公職にある事を最大限有効に活用する方法について述べている。より砕いて言えば、我々が連邦機関を用いて政敵たちを締め付ける方法が述べられている。
内国歳入庁の長官だったドナルド・C・アレクサンダーは、リストに載った人々を対象とした税務調査に着手する事を拒んだ。

## リストに載った人々
リストに掲載された人々は、掲載順で以下の通りであったが、後にはさらに多くの名を加えたニクソンの政敵マスター・リストが作成された。
1. アーノルド・ピッカー (Arnold Picker)
2. Alexander E. Barkan
3. エドウィン・グスマン (Edwin Guthman)
4. Maxwell Dane
5. Charles Dyson
6. Howard Stein
7. Allard Lowenstein
8. モートン・ハルペリン (Morton Halperin)
9. Leonard Woodcock
10. S. Sterling Munro, Jr.
11. Bernard T. Feld
12. Sidney Davidoff
13. ジョン・コニャーズ (John Conyers)
14. Samuel M. Lambert
15. Stewart Rawlings Mott
16. Ron Dellums
17. Daniel Schorr
18. S. Harrison Dogole
19. ポール・ニューマン (Paul Newman)
20. Mary McGrory

## 政敵のマスター・リスト
ディーンによれば、コルソンは後に数百人の名を挙げた「マスター・リスト」を編纂し、また常々それを改訂していたという。1973年12月20日、上下院合同内国歳入税務委員会 (the Congressional Joint Committee on Internal Revenue Taxation) は、「敵」としてリストに名が挙げられた人々が、通常の水準を超えるような頻度で税務調査を受けたという事実はないと結論づけた。この報告の中で、576名ほど（一部に重複などがある）の1972年の大統領選挙におけるジョージ・マクガヴァンの支持者や陣営スタッフの名を列挙した第二のリストが、1972年9月11日にジョン・ディーンから当時の内国歳入庁長官ジョニー・ウォルターズに渡されていたことが明らかにされた。『ワシントン・ポスト』紙は、翌日の紙面にその全員の名を掲載したが、『ニューヨーク・タイムズ』紙は、21面に数パラグラフの短い記事を載せただけだった。

## 反響
ジャーナリストのダニエル・ショールと俳優ポール・ニューマンは、それぞれ別々に、このリストに名が挙がったことは自分たちにとって最大の達成にあたると述べた。このリストが発表されたとき、ショールはテレビの生中継でこれを読み上げたが、自分の名前を読む段になるまで、自身がリストに載っていることに気付かなかった。作家ハンター・S・トンプソンは、自分の名がなかったことにがっかりしたと述べた。

## 大衆文化の中で
アメリカ合衆国では、「（政）敵リスト (enemies list)」という表現がリチャード・ニクソンとは関係のない文脈でも使用されるようになった。例えば、風刺作家のP・J・オウロークは、1989年に『The American Spectator』誌に寄稿した「A Call for a New McCarthyism」（「新たなマッカーシズムを求める声」といった意）と題された文章で、合成したブラックリスト、敵リストを示し、こうしたリスト作りの意図とは裏腹に、そこに名が挙げられた人々は、結果的に過剰なほどメディアに露出し、抑圧されず、「食傷気味の民衆が嫌悪感を覚えるほど」になっていると述べた。
1971年に出版されたフィリップ・ロスの小説『われらのギャング (Our Gang)』は、リストが明るみに出る2年前に発表されていたが、その中には、ニクソンのパロディである登場人物トリック・E・ディクソン (Trick E. Dixon) が、5つの政敵を記した簡単なリストを作るくだりがある。そこでは、現実でも拡大されたリストに言及があったジェーン・フォンダやブラックパンサー党、リストには挙げられなかったダニエル・ベリガンの一派、カート・フラッドの名が挙がっていた。
『ザ・シンプソンズ』の第8シーズンのエピソード「Homer's Enemy」では、モー・シズラックが自身の「敵リスト」を見せると、すぐさまバーニー・ガンベルがこれはニクソンのリストでモーがニクソンの名を消して自分の名前に変えたのだと言い出す。この傲慢な態度に、モーはすぐにバーニーの名をリストに書き加える。
『フューチュラマ』の第1話「Space Pilot 3000」では、フィリップ・J・フライとベンダーが有名人の頭部を生きたまま保存している部屋を歩いて通る。フライが、ニクソンの頭部が入ったジャーをノックすると、ニクソンが「おい、お前はリスト入りだぞ (That's it, you just made my list!)」という
『BoJack Horseman』の第2シーズンの「The Shot」というエピソードでは、主人公ボジャック・ホースマンとトッドが、ニクソン大統領図書館を訪れて、図書館の模型を盗もうとする。建物の壁面にはニクソンの「敵 (Enemy)」や「Frenemy」（「友 (friend)」と「敵 (enemy)」の鞄語）のリストが埋め込まれている。そこでは敵のひとりとしてウォルト・ディズニーの名が挙がっている。
WWEのレスラー、クリス・ジェリコは、リストを使ったパロディのスキットを披露することがある。